# Euneike (Nymphe)

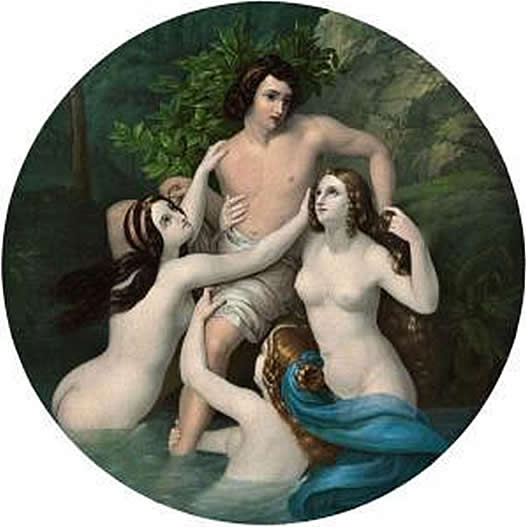
Euneike, Nycheia und Malis mit Hylas – Der Raub des Hylas
Karl Ferdinand Sohn, 1830

Euneike (altgriechisch Εὐνείκη; auch Euneika) ist eine Nymphe der griechischen Mythologie.
Als Quellnymphe zählt sie zu den Najaden. Sie ist bei Theokrit mit Nycheia und Malis eine der Nymphen, die Hylas, den Eromenos des Herakles, zu sich in die Tiefe zogen, als er während des Argonautenzugs aus ihrer Quelle Wasser schöpfte. Zugetragen hat sich der Raub des Hylas in der Nähe des Städtchens Kianis in Mysien.
Die Entführung des Hylas durch die Nymphen ist ein beliebtes Motiv der Klassischen Kunst und wurde unter anderem von Giulio Romano, Francesco Furini, Henry Howard, William Etty und Henrietta Rae bearbeitet. Für Debatten darüber, wie zeitgemäß die Darstellung nackter Nymphen noch sei, sorgte insbesondere das Gemälde von John William Waterhouse, auf dem die Anzahl der Wassergeister auf sieben erhöht wurde und das zeitweise nicht ausgestellt wurde.